# Arturo Reggio (politico)
Arturo Reggio (Montirone, 27 febbraio 1879 – Saiano, 18 agosto 1959) è stato un avvocato e politico italiano; prosindaco di Brescia tra il 1919 e il 1920 e presidente della Provincia di Brescia tra il 1945 e il 1951.

## Biografia
Figlio di Epaminonda Reggio e di Carolina Volpi, frequentò il Liceo Arnaldo di Brescia e l'Università di Padova dove fu tra i fondatori del "Circolo Cavour". Si laureò in Giurisprudenza nel 1900; tornato a Brescia entrò nello studio di Giacomo Bonicelli e nel quotidiano locale «La Sentinella Bresciana», organo di stampa del gruppo politico dei liberali moderati bresciani, per conto del quale scrisse i resoconti delle inaugurazioni dei tronchi Iseo-Pisogne e Pisogne-Breno della ferrovia Brescia-Iseo-Edolo. Alle elezioni amministrative comunali del 1905 fu eletto consigliere e divenne assessore nella giunta di Vincenzo Bettoni Cazzago, sostenuta dall'alleanza fra cattolici e moderati. Due anni dopo entrò anche nel consiglio provinciale come rappresentante del terzo mandamento di Brescia.
Nel 1912, assieme all'onorevole Pietro Frugoni promosse in città il movimento nazionalista arrivando a far costituire, due anni dopo, il Gruppo Nazionalista Bresciano. Come rappresentante di questo movimento scrisse articoli su «La Sentinella» e relazionò conferenze a favore dell'intervento dell'Italia nella prima guerra mondiale.
Alle elezioni generali comunali del 21 giugno 1914 e del 21 febbraio 1915 fu eletto nuovamente consigliere. Entrò a far parte della giunta di Dominatore Mainetti; a seguito delle dimissioni di questi per motivi di salute, nella seduta del 17 luglio 1919 Reggio fu eletto prosindaco con 30 voti su 31 consiglieri presenti. Condusse l'amministrazione comunale fino alle elezioni generali del 31 ottobre 1920 alle quali non partecipò.
L'anno prima fu invece candidato dal PPI bresciano come indipendente alle elezioni politiche, ma non ottenne il numero sufficiente di preferenze per entrare alla Camera. In seguito non appoggiò il fascismo, proseguendo nell'attività di avvocato.
Dopo l'8 settembre 1943, si avvicinò alla Resistenza e contribuì a fondare la rivista «Il Ribelle». Il 19 maggio 1945 venne nominato presidente della Deputazione provinciale dal CLN, mantenendo l'incarico fino alle elezioni provinciali del 1951. Nel 1947, in questa veste sospese una proposta dell'amministrazione comunale, guidata da Guglielmo Ghislandi, che voleva ridurre il carico fiscale ai ceti meno abbienti. Al termine di questa esperienza, divenne presidente della sezione provinciale del Partito Liberale Italiano e unico rappresentante di quel partito nel consiglio comunale cittadino. Nel 1952 si ritirò a vita privata.
Tra le altre attività non strettamente legate all'ambiente politico, Reggio ricoprì il ruolo di difensore legale della Società Elettrica Bresciana diventando in seguito vicepresidente di due società del gruppo: la Ferrovia Rezzato-Vobarno e la Tramvie Elettriche Bresciane. Fu commissario straordinario per il Consorzio provinciale dell'Istruzione Tecnica di Brescia e ideò la scuola tecnica professionale Moretto.
Morì a Saiano, frazione di Rodengo-Saiano, il 18 agosto 1959.

## Opere
- "La liberazione di Gerusalemme", Brescia, Apollonio, 1917.
- "I titoli legittimi delle derivazioni del Chiese: appunti di storia e diritto" in (con Antonio Bianchi e Ernesto Conte) "Le acque del Chiese e il riconoscimento delle quattro grandi utenze", Brescia, Tipografia Istituto Pavoni, 1922.